# 浅沼信爾
浅沼 信爾（あさぬま しんじ、1938年 - ）は、日本出身のエコノミスト、国際公務員。クーン・ローブ投資銀行極東代表事務所代表、世界銀行アジア第1局長、一橋大学教授等を歴任した。

## 人物・経歴
三重県伊勢市生まれ。1961年一橋大学経済学部卒業、東京銀行（現三菱UFJ銀行）入行。卒業論文ではアルバート・O・ハーシュマンの不均衡成長論を研究した。
1964年、第3期YPPで世界銀行に入行。世銀のYPPに参加したのは日本人として初めてで、また当時世銀の日本人スタッフは大蔵省から出向してきていた1名のみであった。経済局、極東局､プロジェクト局農業部でエコノミストを務めた。
卒論で扱ったハーシュマンのインドでのプロジェクトに参加したのち、GHQで農地改革を担当した3人のエコノミストのうちの1人であるウィリアム・ギルマーティンや、同じくGHQで農協設立などを行ったシーク・タカハシに師事し、カントリー・エコノミストとしての修練を積んだ。
1966年から1973年まで東アジア局でエコノミストとしてマレーシア、シンガポール、韓国などを担当。入行5年目には、マレーシア経済調査団のミッション・チーフとなった。
その後、ウォール・ストリートに転身し、クーン・ローブ投資銀行極東代表事務所代表を経て、1984年世界銀行計画・予算局長に就任。1987年から1991年まで世界銀行アジア第1局長として、バングラデシュ、ブータン、ネパール、スリランカを担当した。退任後、S.G.ウォーバーグ（現UBS銀行）取締役兼ウォーバーグ証券東京支店長等を歴任。
一橋大学大学院国際企業戦略研究科経営法務専攻アジア公共政策プログラム教授なども務め、大学同期の石弘光学長により設立された国際・公共政策大学院アジア公共政策プログラムの拡充に、開発関係のネットワークを使い尽力した。
1998年国際開発研究者協会会長。アジア通貨危機では、白石隆京都大学教授、伊藤隆敏東京大学教授らとインドネシア経済政策支援プロジェクトに参加し、経済破綻を防ぐため助言を行った。

## 著書
- 『国際開発援助 : その経済的側面』東洋経済新報社 1974年
- 『アジア危機を考える : 二十一世紀型の国際金融』国際関係基礎研究所 1999年
- 『近代経済成長を求めて : 開発経済学への招待』（小浜裕久と共著）勁草書房 2007年
- 『途上国の旅:開発政策のナラティブ』（小浜裕久と共著）勁草書房 2013年
- 『ODAの終焉』（小浜裕久と共著）勁草書房 2017年
- 『幕末開港と日本の近代経済成長』（小浜裕久と共著）勁草書房 2021年

## 監訳
- ピーター・マッコーリー著『アジアはいかに発展したか : アジア開発銀行がともに歩んだ50年』（小浜裕久と共同）勁草書房 2018年
- ジェフリー・E・ガーテン著『ブレトンウッズ体制の終焉 : キャンプ・デービッドの3日間』（小浜裕久と共同）勁草書房 2022年